# مذبذب الحلقة

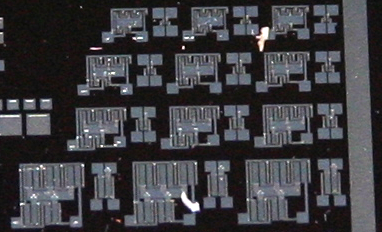
مذبذب الحلقة على السيليكون باستخدام موسفت من النوع p.

رسم تخطيطي لمذبذب الحلقة متكون من 3 عاكس، يعطي تردد يساوي 1 / (6 × تأخير العاكس).

مذبذب الحلقة (بالإنجليزية Ring oscillators) هو جهاز يتكون من عدد فردي لا يقل عن ثلاثة من العواكس، حيث يتذبذب الجهد الخارج (Q) بين اثنين من مستويات الجهد: 0 و1. يتم توصيل العواكس مع بعضها في سلسلة، بحيث يكون خرج العاكس الأخير هو دخل العاكس الأول.

## الوظيفة
لفهم عملية مذبذب الحلقة، يجب أولا فهم زمن تأخير البوابة، في النظرية المثالية؛ يحدث التبديل في البوابة على الفور، لكن في الحقيقة لا يحدث ذلك، فمثلًا يحتوي أي موسفت على قيمة مكثف صغيرة يجب أن تكون مشحونة قبل تدفق التيار من المنبع (S) إلى المصب (D)، لذلك يكون هناك زمن تأخير في استجابة البوابة، ومن هنا نستنتج أنه كلما زاد عدد العواكس في المذبذب كلما زاد زمن التأخير، كلما قل التردد الخارج.

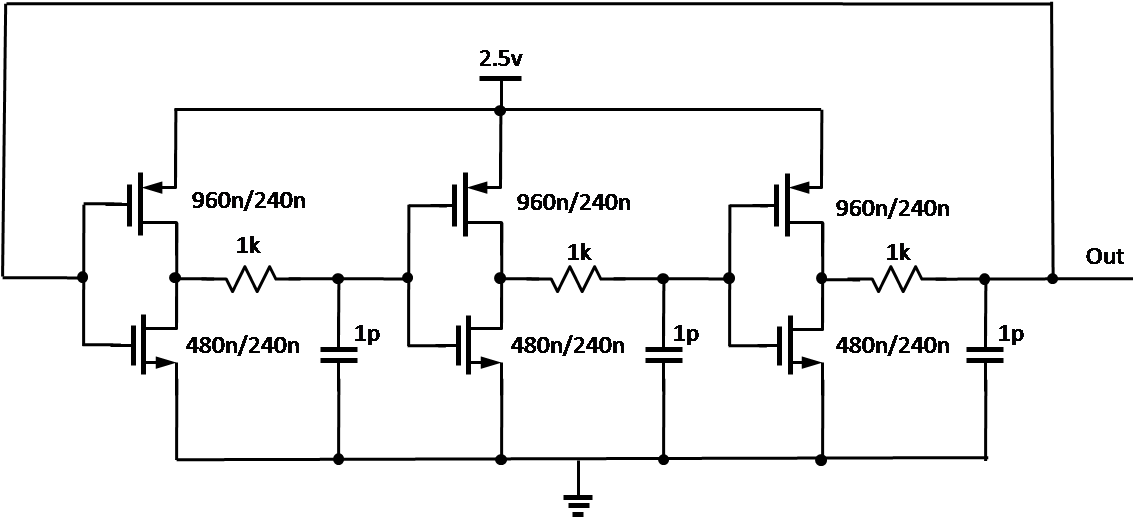
رسم تخطيطي لمذبذب الحلقة متكون من 3 عواكس على مستوى الترانزستور بزمن تأخير 0.25 ميكرو ثانية، ومن عائلة CMOS.

يتكون مذبذب الحلقة من عدد فردي من العواكس لإعطاء تأثير عاكس واحد ولكن الفرق أنها تعطي معامل تكبير (Gain) أكبر من واحد.
يتم حساب قيمة تردد التذبذب بالمعادلة الآتية، حيث t يمثل زمن التأخير للعاكس الواحد و n يمثل عدد من العواكس في المذبذب:
{\displaystyle f={\frac {1}{2*t*n}}}.

## التطبيقات
- تُصنع مذبذبات التحكم في الجهد في معظم الحلقات مقفلة الطور من مذبذب الحلقة.[5]
- يستخدم عادةً في أجهزة توليد الأرقام العشوائية.[6]
- يستخدم غالبًا لتجربة وشرح الأجهزة التكنولوجية الجديدة، مثل برنامج أهلا بالعالم في لغات البرمجة.[7][8]
- العديد من الرقائق تتضمن مذبذب الحلقة كجزء من اختبار التصنيع، حيث يتم استخدامها خلال رقاقة الاختبار لقياس آثار عملية التصنيع.[9]
- يمكن أيضًا استخدامه لقياس آثار الجهد ودرجة الحرارة على الرقاقة.[10]